# Merja Rasinkangas
Merja Anneli Rasinkangas, född 3 mars 1963 i Uleåborg, är en finländsk polis och politiker (Sannfinländarna). Hon är ledamot av Finlands riksdag sedan 2024.
Rasinkangas fick en suppleantplats i riksdagsvalet 2023 i Uleåborgs valkrets med 4 116 röster.
Sommaren 2024 blev Sebastian Tynkkynen invald i Europaparlamentet och Rasinkangas fick hans plats i riksdagen.